# Adolf Gandner
Adolf Gandner (* 13. Mai 1898 in Karden; † 14. Juli 1969 in Bad Bertrich) war ein deutscher Politiker und  Landrat im Landkreis Cochem.

## Leben
In der Zeit vom 1. Oktober 1932 bis zum 30. April 1934 war Gandner Amtsbürgermeister der Bürgermeisterei Eller mit Sitz in Ediger. Nach dem Einmarsch der US-Streitkräfte in den Moselraum im März 1945 wurde Gandner zu Hause in Ediger abgeholt, nach Cochem gebracht und dort am 25. März 1945 zum neuen Landrat bestimmt.
Zu Gandners primären Aufgaben zählten u. a. die Koordinierung und Organisation der durch den Krieg im Kreisgebiet teilweise stark zerstörten Infrastruktur. Bei den Wiederaufbaumaßnahmen galt es insbesondere Straßen, Brücken, ein Krankenhaus und öffentliche Gebäude wieder instand zusetzen, sowie durch Einzelmaßnahmen auch Privatleuten Hilfe zukommen zu lassen.
Nach Beendigung seiner Amtszeit wurde Gandner am 14. Dezember 1948 als Mitglied in den Kreisausschuss des Kreises Cochem gewählt, dem er bis zum Jahr 1952 angehörte. Weiterhin war er noch Erster Kreisdeputierter sowie Mitglied in verschiedenen Kommissionen des Kreises. Für seine insgesamt 20 Jahre währende Tätigkeit als Verwaltungsratsvorsitzender der Kreissparkasse Cochem, wurde ihm am 25. Oktober 1958 die Dr.-Johann-Christian-Medaille in Gold – überreicht durch Landrat Severin Bartos – verliehen. Seine letzte Ruhestätte fand Gandner auf dem Friedhof des Klosters Waldfrieden.

## Auszeichnungen
- 25. Oktober 1958: Dr.-Johann-Christian-Medaille in Gold
- 1963: Verdienstkreuz am Bande des Verdienstordens der Bundesrepublik Deutschland